# Luciene Ferreira
Luciene Ferreira da Silva (Coxim, 12 de fevereiro de 1985) é uma ciclista brasileira, que atualmente compete pela equipe Pindamonhangaba Cycling Team.
Foi bicampeã brasileira de ciclismo de estrada em 2012 e 2013 e bicampeã brasileira de ciclismo contra-relógio em 2011 e 2012. Representou a seleção brasileira de ciclismo por mais de uma vez, como no Campeonato Mundial de Ciclismo de 2011, e no Campeonato Pan-Americano de Ciclismo de 2012 e 2013, tendo, em 2013, conquistado a 5ª colocação na prova do contra-relógio. É também a maior vencedora do Torneio de Verão de Ciclismo, tendo sido campeã da competição em 6 oportunidades (2005, 2006, 2007, 2011, 2012 e 2013).

## Principais resultados
2005
1º - Torneio de Verão de Ciclismo
2º - Campeonato Brasileiro de CRI
2º - Campeonato Brasileiro de Ciclismo de Estrada
1º - Prova Ciclística 9 de Julho
1º - Volta Ciclística do Grande ABCD
2006
1º - Torneio de Verão de Ciclismo
2007
1º - Torneio de Verão de Ciclismo
3º - Campeonato Brasileiro de Ciclismo de Estrada
1º - Prova Ciclística 9 de Julho
2008
2º - Campeonato Brasileiro de Ciclismo de Estrada
2009
3º - Copa América de Ciclismo
2º - Torneio de Verão de Ciclismo
1º - Volta Ciclística do Grande ABCD
3º - Copa da República de Ciclismo
2010
1º - Copa América de Ciclismo
2011
3º - Copa América de Ciclismo
1º - Torneio de Verão de Ciclismo
1º  Campeonato Brasileiro de CRI
3º - Campeonato Brasileiro de Ciclismo de Estrada
2012
3º - Copa América de Ciclismo
1º - Torneio de Verão de Ciclismo
1º  Campeonato Brasileiro de CRI
1º  Campeonato Brasileiro de Ciclismo de Estrada
1º - GP São Paulo Internacional de Ciclismo
1º - Volta Ciclística do Grande ABCD
3º - Desafio Tour do Rio
2013
1º - Copa América de Ciclismo
1º - Torneio de Verão de Ciclismo
3º - Copa da República de Ciclismo
5º - Campeonato Pan-Americano de CRI
3º - Campeonato Brasileiro de CRI
1º  Campeonato Brasileiro de Ciclismo de Estrada
1º - Volta Ciclística do Grande ABCD
1º - Desafio Tour do Rio